# Kunlun-Pass
| Tibetische Bezeichnung               |
| ------------------------------------ |
| Tibetische Schrift: khu nu'i nyag ga |
| Chinesische Bezeichnung              |
| Vereinfacht: 昆仑山口                |
| Pinyin:Kunlun shankou                |

Der Kunlun-Pass ist ein an der Grenze von Qumarlêb und Chidu (beide Regierungsbezirk Yushu) und Golmud im Westen der chinesischen Provinz Qinghai im zentralen Kunlun-Gebirge gelegener Gebirgspass. Seine Höhe beträgt 4772 m. Er wird vom Qinghai Tibet Highway (Qing-Zang gonglu) und der Qingzang-Bahn (Lhasa-Bahn) überquert. Geologisch markiert die Kunlun-Pass-Falte die Grenze zwischen dem Kunlun-Terran und dem Songpan-Ganzi-Terran (chin. Songpan Ganzi diti 松潘-甘孜地体).